# Napāsar
Napāsar är en ort i Indien.   Den ligger i distriktet Bīkāner och delstaten Rajasthan, i den nordvästra delen av landet, 400 km väster om huvudstaden New Delhi. Napāsar ligger 248 meter över havet och antalet invånare är 21 750.
Terrängen runt Napāsar är platt. Runt Napāsar är det tätbefolkat, med 276 invånare per kvadratkilometer. Det finns inga andra samhällen i närheten. Omgivningarna runt Napāsar är i huvudsak ett öppet busklandskap.